# Diego Fernández Flores
Diego Fernández Flores (* 7. Oktober 2000 in Santiago de Chile) ist ein chilenischer Tennisspieler.

## Karriere
Fernández Flores bestritt 2015 und 2016 nur wenige Matches auf der ITF Junior Tour und erreichte als höchste Platzierung Rang 922 im Junioren-Ranking.
Seine Profikarriere begann er 2018 auf der drittklassigen ITF Future Tour. Im Einzel zog er 2021, 2022 und zweimal im Jahr 2024 in ein Future-Endspiel ein. Dadurch erreichte er im Oktober 2024 mit Platz 652 seine bislang beste Platzierung in der Tennisweltrangliste. Auf der ATP Challenger Tour gelang ihm 2021 in seiner Heimatstadt Santiago ein einziger Sieg auf diesem Niveau.
Im Doppel erreichte Fernández Flores vier Future-Finals und kletterte im August 2023 auf Rang 589 der Weltrangliste.
Für die chilenische Davis-Cup-Mannschaft gab er 2022 sein Debüt. In der Partie gegen Slowenien, die bereits entschieden war, konnte er sein Einzelmatch gewinnen.